# ALOHAnet
ALOHA网络（英語：ALOHAnet，或），也称为ALOHA系统（ALOHA system），是由美国夏威夷大学所开发的实验性电脑网络系统。在1971年6月开始成功运作，是世界上第一个无线资料网络。Aloha在夏威夷語中有希望、愛、和平以及幸福等意思。

## 歷史
1968年，在夏威夷大学，由诺曼·艾布拉姆森与其同事领导开发ALOHAnet。于1971年成功建立。
ALOHAnet使用新的介质访问技术，称为ALOHA随机存取（ALOHA random access）。因为在1970年代，美国尚未批准供电脑网路通讯用的无线电频带，所以最初ALOHAnet是以 UHF 频段来运作。在此之外，ALOHAnet还可以使用以有线宽频为基础的以太网，以及梅莉莎（Marisat）卫星网路（现称为Inmarsat）来通讯。
在1980年代初期，移动电话网络兴起。1985年后，Wifi网络也开始建立，ALOHA随机存取技术也能够通过这两种介质来通讯。
在1980年代，ALOHA频段只能够使用 1G 移动电话的频段来进行有限的控制与信号传输。1990年代，马帝·马柯能与芬兰电信（Telecom Finland）的工程师，为了在 2G 行动电路中发展短信功能，大幅度扩展了ALOHA频段。

## ALOHA协议
ALOHA协议处于OSI模型中的数据链路层。它属于随机存取协议（Random Access Protocol）中的一种。它分为纯ALOHA协议和分段ALOHA协议。

## 纯ALOHA协议（Pure ALOHA）

- 当传输点有数据需要传送的时候，它会立即向通讯频道传送。
- 接收点在收到数据后，会ACK传输点。
- 如果接收的数据有错误，接收点会向传输点发送NACK。
- 当网络上的两个传输点同时向频道传输数据的时候，会发生冲突，这种情况下，两个点各自等待一段随机长度的时间后，再次尝试传送。

因为有太多的传输冲突，对纯ALOHA协议进行了改进。

## 分段ALOHA(Slotted ALOHA)

这是对纯ALOHA协议的一个改进。改进之处在于，它把频道在时间上分段，每个传输点只能在一个分段的开始处进行传送。每次传送的数据必须少于或者等于一个频道的一个时间分段。这样大大的减少了传输频道的冲突。

## 计算

### 通过量
如果假设传输点对频道的使用是符合泊松分布的话，我们可以得以下公式：
纯ALOHA协议：
{\displaystyle S=Ge^{-2G}}
分段ALOHA协议：
{\displaystyle S=Ge^{-G}}
S是通过量，G是提供的流量（每单位时间通过的数据包数量）.
从这个公式我们可以看出，对纯ALOHA来说，当G = 0.5 的时候，S 达到最大值 18.4%. 只有当{\displaystyle G\leq 0.5}的时候，纯ALOHA系统才处于稳定状态。对分段ALOHA来说，当G = 1 的时候，S 达到最大值 36.79%.只有当{\displaystyle G\leq 1}的时候，分段ALOHA系统才处于稳定状态。

### 平均数据包延迟
纯ALOHA协议：
{\displaystyle {\bar {D}}=e^{2G}+(e^{2G}-1){\bar {B}}}
分段ALOHA协议：
{\displaystyle {\bar {D}}=0.5+e^{G}+(e^{G}-1){\bar {B}}}
{\displaystyle {\bar {D}}}是平均数据包延迟。它是频道接通延迟和数据包传输时间之和（不包括系统排队等待延迟）.{\displaystyle {\bar {B}}}是平均回退延时。它取决于统计函数的选择。当它为0的时候，{\displaystyle {\bar {D}}}达到最小值。0.5是等待到时间段开始点的平均等待时间。

## 应用
在实际应用当中，分段ALOHA协议主要应用在手机网络通信中。而纯ALOHA协议因为其较高的频道冲突很少被使用。但是ALOHA的仍然是很多新的无线通信标准比如Wi-Fi的理论基础。